# Torneio Dia da Libertação
O Torneio Dia da Libertação é um Campeonato de Futebol da Micronésia organizado pela Associação de Futebol de Pohnpei
Acontece normalmente durante o outono.